# Maad a Sinig Ama Diouf Gnilane Faye Diouf
Ama Diouf Gnilane Faye Diouf (sérère: Ama Juuf Ñilan Fay Juuf) était un roi du Sine, qui fait maintenant partie du Sénégal. Il régna de c 1825 à 1853,. Il parlait couramment plusieurs langues.
Il est issu de la Maison royale de Semou Ndiké Diouf (la troisième et dernière maison royale fondée par la famille Diouf du Sine et du Saloum au XVIIIe siècle). Maad a Sinig signifie roi du Sine dans la langue Sérère. Le terme de Bur Sine (également orthographié Buur Sine ou Bour Sine) est également utilisé de façon interchangeable avec le titre Maad a Sinig. Ils signifient tous deux "roi du Sine". Bour Sine est généralement utilisé par le peuple Wolof pour désigner les rois Sérères. Le peuple Sérère utilise généralement le terme Maad a Sinig en se référant à ses rois,.

## Biographie

### Parents
Ama Diouf était le fils du Sandigui N'Diob Niokhobai Diouf et de Lingeer (ou Linger; Linguère : princesse royale ou reine mère) Gnilane Faye. Sandigui N'Diob est un titre de noblesse très important dans le Sine désignant le chef de village de N'Diob près de la frontière du Baol. Son père, qui était donc Sandigui N'Diob, appartenait à la famille Diouf, une des lignées patrilinéaires royales Sérères du Sine et du Saloum. Lingeer Gnilane Faye, sa mère, appartenait à la famille Faye, une autre lignée royale patrilinéaire Sérère du Sine et du Saloum. Du côté maternel, elle était issue de la lignée matrilinéaire royale des Guelwar.

### Succession
Ama Diouf Gnilane Faye Diouf a été couronné roi du Sine au début de son adolescence, quand il avait environ 12 ou 15 ans.
Son père, le seigneur de guerre et puissant Sandigui N'Diob Niokhobai Diouf, avait auparavant assuré sa montée sur le trône du Sine en battant d'autres maisons royales. Niokhobai Diouf ne pouvait pas accéder au trône selon les règles de cette époque. Bien qu'issu de la dynastie Diouf par son père, sa mère, bien que noble, n'était pas une Guelwar (la lignée royale matrilinéaire). Niokhotai Diouf passe un accord avec l'oncle de son fils, Ama Coumba M'Bodj. Ce dernier devient régent jusqu'à ce que Ama Diouf Gnilane Faye Diouf soit majeur (Ama Diouf Gnilane Faye Diouf n'avait alors qu'environ 7 ans).
Lorsque Ama Coumba et son frère Bakar Mbodg tentèrent de renverser Ama Diouf Gnilane Diouf Faye, ce qui allait à l'encontre de l'accord, Niokhobai Diouf réunit la famille Diouf du Sine et du Saloum pour la dernière fois et les vainquit à la Bataille de Tioupane. Ama Coumba s'exila et chercha refuge à Mbodiène,. Il était encore en exil quand les missionnaires français ont commencé à arriver en 1848. Selon certains, le Sandigui N'Diob était l'homme le plus puissant du pays.

### Relation avec les missionnaires français
Le Roi avait une relation tumultueuse avec les missionnaires français. Joal, une de ses provinces est devenue une source de conflits avec les missionnaires français. La mission à Joal a d'abord été créée sans que le roi donne sa permission. Des émissaires du Roi persuadèrent le Père Gallais de se rendre à Diakhao, la capitale du Sine.
En octobre 1848, après que le chef de Joal eut décidé que la chapelle de la mission devait être construite en paille plutôt qu'en bois, Gallais fait le premier de plusieurs voyages à Diakhao. Accueilli par le jeune roi et son père, le Sandigui N'Diob, Gallais reçoit la permission de construire une petite chapelle en bois. En décembre, le roi vint à Joal, monté sur un cheval orné et accompagné par un groupe de griots et plus d'un millier de guerriers Sérères.
En 1849, le roi accorde à Gallais une terre pour le Père Kobès (un missionnaire français que Maad a Sinig Coumba Ndofféne Famak Diouf a plus tard menacé de tuer s'il osait désobéir à ses ordres). Le Père Kobès espérait notamment utiliser ces terres pour son école. Après l'octroi de terres, la mission de Ngazobil a été fondée vers 1850. Toutefois, les dirigeants Sérères ne sont pas restés amicaux très longtemps.
Les Sérères du Sine ont vu les missionnaires français comme des agents de l'administration française au Sénégal. Cette rumeur a été exacerbée par la présence de canonnières françaises dans les eaux côtières.
Les missionnaires ont interdiction de construire en pierre. La raison pour cela était religieuse autant que politique. La construction d'une chapelle en pierre au cœur du Sine animiste était inacceptable pour les Sérères qui étaient adeptes fervents de la Religion sérère. Sur le plan politique, le roi craignait que, s'il permettait aux Français de construire en pierre, ils pourraient ensuite construire un fort. Dans ce contexte, le Sandigui N'Diob dit à maintes reprises aux missionnaires français de s'installer à Diakhao. Il a également invité Gallais à vivre avec lui comme un de ses invités.

« Astucieux Sandidhé m'a même invité à venir vivre avec lui comme son Moor et ses autres marabouts... »

— Gallais écrit
Diakhao était la capitale et, en y invitant la mission française, le Sandigui N'Diob espérait la contrôler. Le roi Ama Diouf Gnilane Faye Diouf et son père voulaient utiliser les missionnaires de la même manière qu'ils utilisaient leurs marabouts : secrétaires, sources d'information. Bien que Gallais ait été intéressé un moment par le déplacement de la mission à l'intérieur, il a finalement décliné l'invitation.
Presque dès le moment où la mission de Ngazobil a été créée en 1850, les missionnaires subissent un harcèlement systématique pour les forcer à quitter le pays. On interdisait aux gens de vendre quoi que ce soit à la mission. Ils ont également interdiction d'envoyer leurs enfants à l'école de la mission. La chapelle de Ngazobil est pillée. Tout au long de cette période et pendant les années à venir, le facteur de motivation le plus important des dirigeants Sérères était de préserver leur indépendance.
En janvier 1851, Kobès qui avait auparavant visité le Gabon décide de s'arrêter à Joal. Les émissaires du roi Ama Diouf Gnilane Diouf Faye lui demandent le passage sur son bateau. C'est seulement après qu'ils soient arrivés à Gorée que Kobès réalise que ses compagnons de voyage étaient porteurs d'une lettre du roi ordonnant que la mission de Ngazobil soit fermée. En juillet 1851, le Sandigui N'diob meurt. Gallais va présenter ses condoléances au roi. Il saisit cette occasion pour le persuader de ne pas fermer Ngazobil. Il y réussit momentanément. Toutefois, le harcèlement systématique des Français reprendra à nouveau et la mission de Ngazobil fut fermée.

### Mort de Ama Diouf
Lorsque le Sandigui N'Diob décéde en 1851, beaucoup attendaient le retour au pouvoir d'Ama Coumba, l'oncle du roi, mais ce ne sera pas le cas et Ama Diouf reste au pouvoir jusqu'à sa mort précoce en 1853. Lui succède Maad a Sinig Coumba Ndofféne Famak Diouf. Après la mort du Sandigui N'Diob, le départ du Père Gallais en 1852 et la mort du roi Ama Diouf, il n'y eut plus aucun contact important entre les missionnaires et les dirigeants Sérères. Sur la Petite Côte, seule la mission de Joal a continué, généralement tolérée mais parfois harcelée.

« Ramat Dhiouf est le nom du roi ; il est jeune et l’un des plus beaux noirs que j’aie vus ; d’une haute taille et d’une figure noble et distinguée ; il joint encore à ces avantages extérieurs toutes les qualités de l’esprit et du cœur ; il parle admirablement bien jusqu’à six langues différentes. Il est aimé de ses sujets et il les aime. Il est à regretter que tant de qualités soient ternies par les vices qui sont ceux des rois idôlatres, la passion pour les liqueurs et surtout pour les femmes... »

— L'Abbé Boilat